# WR 22
WR 22, 용골자리 V429 또는 HR 4188은 용골자리 방향에 있는 식쌍성계이다. 이 계의 구성원인 울프-레이에별은 알려진 항성들 중 질량과 광도에서 최상위 등급에 위치하며, 밝은 엑스선원이기도 하다. 이 엑스선은 WR에서 발산하는 항성풍이 질량이 작은 O형 동반성과 충돌하여 발생한다.

## 항성계
WR 22 계는 질량이 큰 항성 둘로 구성되며 이들은 질량중심을 80 일에 1 회 공전하고 있다. 계의 스펙트럼과 광도는 주성(主星)에 의해 압도되는데, 주성의 분광형은 WN7h로 이는 주성이 질소 계열상에 있는 울프-레이에별이지만 스펙트럼에 수소선들도 나타난다는 것을 뜻한다. 반성(伴星)은 분광형 O9의 항성으로 스펙트럼 광도분류상 거성이지만 밝기는 주계열성에 속하는 것으로 보인다.
주성이 반성의 앞을 지나갈 때 계의 광도가 약간 내려가며 이는 반성식(伴星蝕)으로 분류될 수 있다. 그러나 반성이 주성 앞을 지나가는 주성식(主星蝕)은 관측된 바가 없는데 이는 계의 궤도가 찌그러져 있어 주성식이 일어나야 할 타이밍에 두 별이 멀리 떨어지기 때문인 것으로 보인다. 주성과 반성 사이의 간격은 태양반경의 150 배 ~ 500 배 사이에서 형성되며 이는 계의 궤도경사각 범위를 강력하게 제약한다.

## 특성
WR 22는 식쌍성계이기 때문에 두 항성의 질량을 꽤 정확히 결정할 수 있다. WR 22 계는 항성진화 이론이 아니라 식쌍성의 특성을 이용하여 질량을 측정한 사례 중에서 가장 질량이 큰 항성계이다. 이럼에도 불구하고 공전궤도 보정으로부터 이끌어 낸 두 별의 동역학적 질량은 주성의 경우 태양의 70 배 이상부터 60 배 미만까지, 반성은 태양의 21 ~ 27 배 사이로 다양하게 나온다. 분광기를 이용해 측정한 주성의 질량은 태양의 74 배 또는 78.1 배로 계산된다.
두 별의 표면온도는 모두 높지만 측정값의 정확도는 약간 떨어진다. 주성인 울프-레이에별의 표면온도를 스펙트럼의 모형 대기 보정으로부터 이끌어내면 대략 44700 켈빈이 나온다. 한편 반성의 표면온도는 33000 켈빈으로 분광형에 걸맞는 값이다.
두 항성의 밝기는 별도로 나눠서 측정할 수 없으나 광도 비율은 계산할 수 있다. 지구로부터의 거리를 2700 파섹, 소광효과를 1.12 등급으로 놓으면 항성계 전체의 절대등급은 −6.85이다. 두 항성이 지구로부터 비슷하게 떨어져 있다고 가정할 경우 구성원의 광도는 각각 태양의 200만 배, 13만 배이다.

## 진화
질량이 크고 수소가 풍부한 WR 항성들은 중심핵에서 여전히 수소를 융합하고 있는 젊은 항성들로, 진화가 진척되어 보다 무거운 원소들을 융합하는 항성들이 아니다. 이들은 헬륨과 질소의 뚜렷한 방출이라는 WR의 특징을 보여주는데 이는 이 별들이 중심핵까지 내부 전체가 강력하게 대류활동을 하고 있어 융합의 부산물을 항성 표면까지 끌어올려 놓았기 때문이다. 약 200만 년 전 WR 22는 지금보다도 더 뜨겁고 질량은 태양의 120 배 정도인 O형 주계열성이었을 가능성이 있다. 이런 항성은 중심핵에 있는 수소를 급격히 소진하여 전형적인 수소결핍 WR 별로 진화하게 되며, 밝은 청색변광성 단계를 거친 뒤 초신성 폭발로 생을 마칠 것이다. 반성은 앞으로 수백만 년 이내로 주성보다 전형적인 진화 단계를 거친 뒤 적색극대거성으로 진화할 것으로 예상된다.